# American Falls
Pour les articles homonymes, voir Chutes American.
American Falls est une ville située dans l’Idaho, aux États-Unis. Elle est le siège du comté de Power, 
Sa population s’élevait à 4 457 habitants lors du recensement de 2010.

## Démographie
| 1910 | 1920  | 1930  | 1940  | 1950  | 1960  |
| ---- | ----- | ----- | ----- | ----- | ----- |
| 953  | 1 547 | 1 280 | 1 439 | 1 874 | 2 123 |

| 1970  | 1980  | 1990  | 2000  | 2010  | - |
| ----- | ----- | ----- | ----- | ----- | - |
| 2 769 | 3 626 | 3 757 | 4 111 | 4 457 | - |

## Source
- (en) Cet article est partiellement ou en totalité issu de l’article de Wikipédia en anglais intitulé « American Falls, Idaho » (voir la liste des auteurs).